# Bogdan Trepiński
Bogdan Kazimierz Trepiński (ur. 15 października 1942 w Gnieźnie) – polski samorządowiec, prawnik, prezydent Gniezna w latach 1990–2002.

## Życiorys
W 1969 ukończył studia na Wydziale Prawa i Administracji Uniwersytetu im. Adama Mickiewicza w Poznaniu. Na tej uczelni uzyskał stopień doktora nauk prawnych (1974) na podstawie pracy Swoboda stron w ustalaniu treści i stosunku pracy. Był pracownikiem naukowym (starszy asystent i adiunkt), publikował artykuły z zakresu prawa pracy i ubezpieczeń społecznych. Później pracował w poznańskim ośrodku naukowo-badawczym.
W czerwcu 1990 rada miasta wybrała go na prezydenta Gniezna, w latach 1992–1993 pełnił funkcję dyrektora gabinetu premier Hanny Suchockiej. Stanowisko prezydenta Gniezna ponownie obejmował w 1994 i w 1998. Funkcję tę sprawował do listopada 2002, kiedy to w bezpośrednich wyborach bez powodzenia ubiegał się o reelekcję. Od 1998 do 2002 był z ramienia AWS radnym sejmiku wielkopolskiego I kadencji. W wyborach parlamentarnych w 2001 bezskutecznie kandydował do Senatu z ramienia Bloku Senat 2001. Zatrudniony na stanowisku naczelnika Wydziału Kontroli Wykorzystywania Zwolnień Lekarskich Oddziału Zakładu Ubezpieczeń Społecznych w Poznaniu. W 2010 z listy Platformy Obywatelskiej ponownie został wybrany do sejmiku. W 2014 nie uzyskał reelekcji.
W 2004 otrzymał Złoty Krzyż Zasługi.